# جرين الظهر (السدة)

تعديل مصدري - تعديل

جرين الظهر محلة تابعة لقرية نيعان، التابعة لعزلة وادي الحبالي بمديرية السدة إحدى مديريات محافظة إب في الجمهورية اليمنية.، بلغ تعداد سكانها 71 حسب تعداد اليمن لعام 2004.